# Linger (acoustic version)
Linger (acoustic version) è un singolo promozionale estratto da Something Else, il settimo album in studio dei Cranberries.

## Descrizione
Si tratta di una versione arrangiata in chiave acustica e orchestrale dell'omonimo singolo del 1993.